# دون لوسيا
دون لوسيا (بالإنجليزية: Don Lucia)‏ هو لاعب هوكي الجليد أمريكي، ولد في 20 أغسطس 1958 في غراند رابيدز في الولايات المتحدة.

## وصلات خارجية
- دون لوسيا على موقع EliteProspects.com (الإنجليزية)
- دون لوسيا على موقع HockeyDB.com (الإنجليزية)